# 1575 Winifred
1575 Winifred è un asteroide della fascia principale del diametro medio di circa 9,3 km. Scoperto nel 1950, presenta un'orbita caratterizzata da un semiasse maggiore pari a 2,3755598 UA e da un'eccentricità di 0,1775227, inclinata di 24,78463° rispetto all'eclittica.
L'asteroide è dedicato a Miss Winifred Sawtelle, membro dello staff dello U.S. Naval Observatory.